# Orion Township (comté de Fulton, Illinois)
Orion Township est un township du comté de Fulton dans l'Illinois, aux États-Unis,. 

## Source de la traduction
- (en) Cet article est partiellement ou en totalité issu de l’article de Wikipédia en anglais intitulé « Orion Township, Fulton County, Illinois » (voir la liste des auteurs).